# Cheon Sang-byeong
Cheon Sang-byeong (천상병) (29 de enero de 1930 - 28 de abril de 1993) es un poeta surcoreano nacido en Japón.

## Biografía
Cheon Sang-byeong nació en Japón el 29 de enero de 1930. Emigró a Masan, Corea del Sur en 1945, después de la liberación de Corea de Japón. Desde que tenía 15 años empezó a escribir poemas en coreano. Publicó su primer poema "El agua del río" cuando aún estaba en la escuela. Fue a la Universidad Nacional de Seúl por un corto periodo de tiempo, pues un inesperado incidente cambió su vida para siempre. En 1967 se vio implicado en el llamado "Incidente de espionaje de Berlín del Este" y fue encarcelado durante seis meses, en los que fue brutalmente torturado. Esta experiencia le dejó profundas heridas y se volvió alcohólico e impotente. Sus amigos lo encontraron inconsciente en la calle y lo llevaron a un hospital. Creyéndolo muerto, publicaron un libro póstumo de su poesía. Sin embargo, se recuperó y continuó una prolífica carrera.

## Obra
Cheon Sang-byeong escribió su poesía con la intención de trascender el mundo inmediato. Evitó técnicas artificiales y un lenguaje excesivo y decorativo, usó la emoción pura y una simplicidad no forzada y exploró los problemas existenciales de una forma cándida. Escribió su poesía en un lenguaje sustancial y condensado, sin expresiones innecesarias o frívolas, para evitar desviar la atención del lector de su objetivo, que es escudriñar y divinizar el origen del universo, la existencia de la vida después de la muerte y la razón del sufrimiento humano. Su poema más famoso "Regreso al cielo" (Gwicheon) habla sobre un hombre que contempla la vida desde el otro mundo: "Regreso al cielo, el día en el que acaba mi viaje por este precioso mundo. Cuando llegue allí, diré que fue precioso". Cheon Sang-byeong se mantuvo fiel a su idea de escribir una poesía que aspira a superar el vórtice de la realidad empírica superficial y llega a un plano más alto de pensamiento sin recurrir al sentimentalismo o romanticismo para embellecer su obra.

## Obras traducidas al español[2]
- Regreso al cielo (귀천), Madrid: Verbum, 2000.

## Obras en coreano (lista parcial)[3]
- Pájaros (1971)
- En la posada al lado de la carretera (1979)
- Si incluso el viaje al otro mundo cuesta dinero (1987)
- Regreso al cielo (1993)
- Recopilación de obras de Cheon Sang-byeong (1996)